# Marcellina (Italia)
Marcellina (Marcillìnu in dialetto locale) è un comune italiano di 7 038 abitanti della città metropolitana di Roma Capitale nel Lazio.

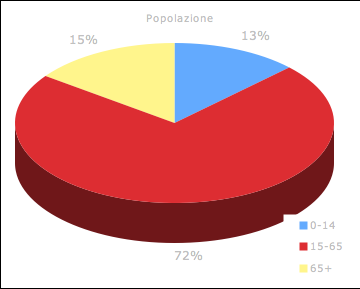
Ripartizione della popolazione

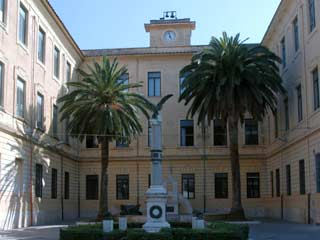
Comune di Marcellina

## Geografia fisica

### Territorio
Marcellina sorge a 285 metri di altezza sul livello del mare, sulle propaggini meridionali dei monti Lucretili.

## Origini del nome
Secondo un'ipotesi priva di riscontri, il paese prende il nome della gens romana dei Claudii Marcelli, possessori di terre a Marcellina nel Medioevo. Più accreditata è la derivazione dal cognome della famiglia feudale di Marcellina, i Marcellini o de Marcellinis.

## Storia

### Preistoria
Nella cava di Saccopastore sono stati ritrovati degli scheletri di uomo di Neanderthal.
Nelle località Le Fosse e Le Caprine sono state rinvenute sepolture neolitiche.
Nella Grotta Polesini, presso Ponte Lucano visse l'Homo sapiens, ominidi che vissero non solo nel luogo dove sorse Marcellina, ma in tutta la valle dell'Aniene, cacciando, cervi, lupi, caprioli ed ogni preda che gli potesse capitare a tiro.
Nel Neolitico gli ominidi vissero una vita nomade seguendo i branchi delle prede e rifugiandosi alla meglio nelle grotte e nei monti che guardano l'Aniene.

### Epoca preromana e romana
Dell'epoca preromana rimangono dei ruderi presso il bivio con la Via Maremmana Inferiore. Il paese divenne in un momento successivo un avamposto dei sabini contro i latini.
Secondo Livio la città fu una delle prime ad entrare nell'orbita romana. Una ribellione contro Roma provocò la distruzione quasi totale dalla città. Sempre seguendo l'ipotesi di Livio, la città aveva il nome di Medillium o Medillia. Secondo gli archeologi invece il paese si chiamava Regillum, e diede i natali ad Appio Claudio, da cui discesero la gens dei Claudii e che in un secondo momento si divise tra Claudii, Neroni e Marcelli, da dove si pensa derivi il nome del paese.
Venne usata dai romani come cava di marmo
La città fu costruita a gradoni con acropoli sita nella parte più elevata. Ai piedi del Monte Gennaro si trovano dei muri in opus poligonalis. Nei pressi si trovano altri quattro muraglioni posanti altrettanti terrazzamenti. Altri muraglioni ancora nei pressi fanno pensare ad una fondazione pelasgica. Queste ultime mura fanno pensare a delle difese da scorribande.
In epoca tardo-romana, Marcellina fu invasa dai barbari, fu così che le ville furono trasformate in fattorie ed i campi lasciati incolti.

### Medioevo

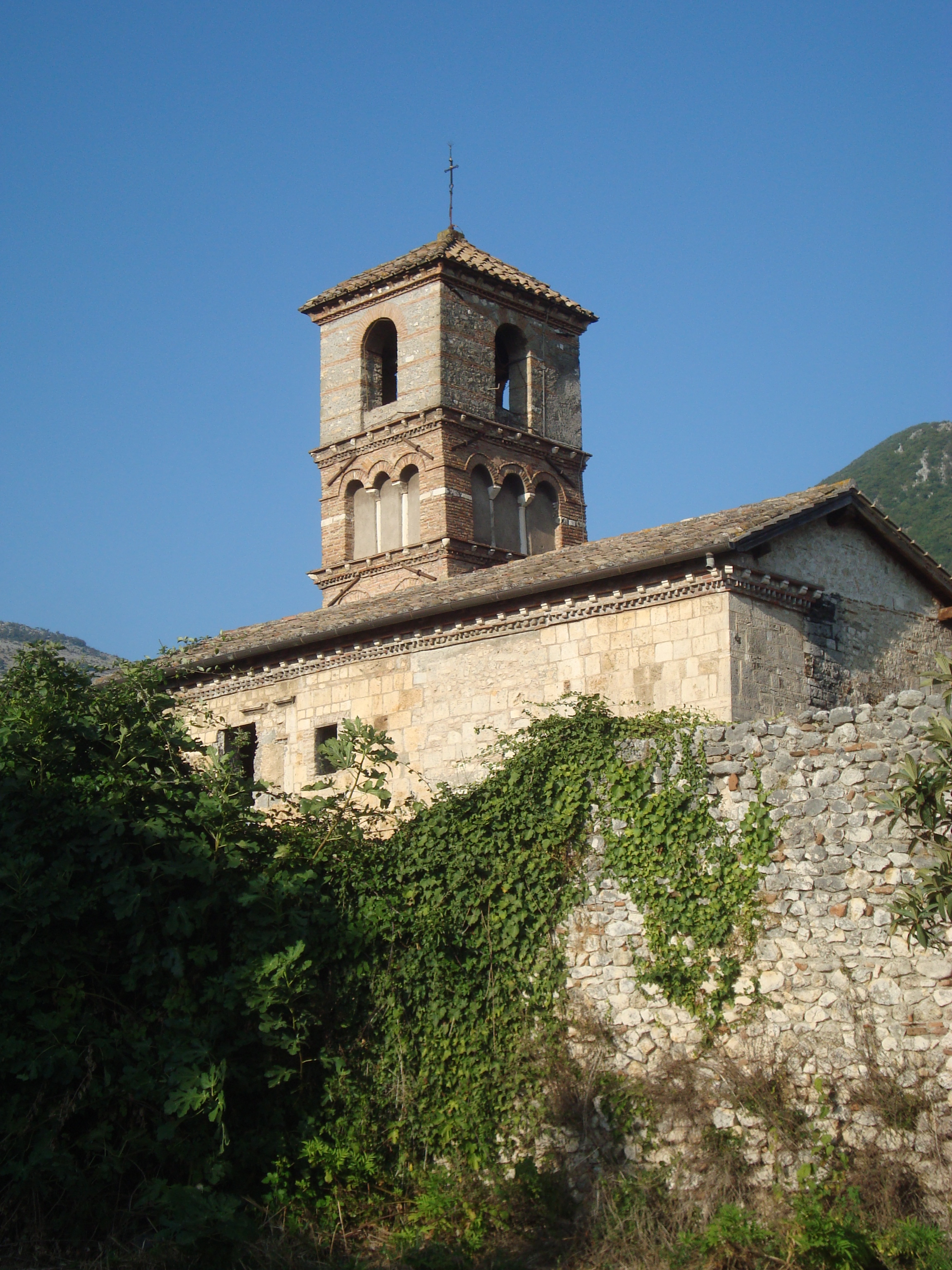
La chiesa di Santa Maria delle Grazie

Nel 916 la cittadina confinante di Tivoli cacciò i Saraceni dalla zona.
Nel 1153 il papa Anastasio IV spedì una bolla a Pietro Abate al monastero di Santa Maria delle Grazie in Monte Dominicis, (l'odierna chiesa parrocchiale di Santa Maria delle Grazie).
In questo documento si narra per la prima volta di un castrum Marcellini, e del suo feudatario, il signore Gregorio De Marcellinis, la quale casa era vicino alla chiesa di San Saturnino di Monte Cavallo.
Lo stemma (del 1472 appartenente a Giovanni Marcellini) è stato adottato dal comune di Marcellina.
Dal XIV secolo i feudatari furono gli Orsini.

### Età moderna e contemporanea
Gli Orsini, nel 1558, vendettero il comune al cardinale Federico Cesi Aquitano. Nel 1656 Marcellina fu funestata dalla peste. A questo periodo corrisponde anche un abbandono del paese, che durò circa due secoli. Nel 1678 Marcellina fu venduta dai Cesi al principe Giovanni Battista Borghese.
Nel 1816 il paese, come anche San Polo dei Cavalieri, divennero parte del Governo di Tivoli, che a sua volta era parte della Comarca di Roma, e vi rimase fino al 1870, quando con l'avvento del regno d'Italia si riorganizzò la struttura amministrativa. Marcellina era diventata intanto frazione di San Polo dei Cavalieri dal 1827, con il primo ordinamento comunale disposto da papa Leone XII.
Nel 1909 fu dichiarato comune autonomo, ma le dispute per la divisione del territorio con San Polo dei Cavalieri si protrassero molto a lungo.

### Simboli

Gonfalone comunale

Lo stemma comunale è ispirato all'arma della famiglia Marcellini che era d'azzurro, a sei rose d'argento 3-2-1; al capo d'argento, caricato di un'aquila bicipite di nero, uscente, sostenuto da una fascia d'oro, caricata di una burella ondata di nero. Il gonfalone è un drappo partito di azzurro e di giallo.

## Monumenti e luoghi d'interesse

### Architetture religiose
Abbazia di Santa Maria delle Grazie in Monte Dominici
Da essa dipendevano 13 chiese sconosciute di cui, di qualcuna, restano dei ruderi.
Intorno alla chiesa originaria sorsero delle abitazioni a mo' di vicus.
La chiesa originaria è del secolo IX o X con forme modeste.
A sud e ad ovest c'era un muro di cinta, entro la cui zona recintata aveva le funzioni di cimitero ed ospitalità per i questuanti.
All'inizio c'era l'usanza che chi entrava in questa chiesa si doveva lavare le mani ed il viso in segno di purificazione. Della fontana utilizzata per lo scopo ne rimane il pozzo.
Intorno alla chiesa originaria c'erano delle costruzioni atte ad ospitare i lavori dei monaci, lavori atti alla loro regola, i quali monaci alternavano la preghiera al lavoro.
L'ingresso originario, ora chiuso, era nel piazzale di ponente.
A sinistra c'è l'ingresso della casa parrocchiale, al campanile (a pianta quadrata) ed alla sagrestia.
L'interno è ad unica navata con tetto a capriate lignee.
Nel centro dell'arco di trionfo troneggia il clipeo di Cristo in mezzo a due angeli adoranti.
Dentro ci sono degli affreschi tra cui una Madonna con adoranti (secondo alcuni gli adoranti sono i feudatari).
L'altare principale è dedicato alla Madonna delle Grazie.
La tavola della Madonna delle Grazie, conservata all'interno, è in stile bizantino. È incorniciata in una cornice dorata ed è del secolo XII.
In un'urna sotto l'altare vi è un vecchio tronco tarlato, il quale secondo la leggenda, il 10 giugno del 1515 sarebbe apparsa la Madonna alla fedele Giovanna per invitare gli abitanti di Marcellina alla penitenza.
In seguito, sempre secondo la leggenda, il tronco fiorì con delle ginestre.
La gente di San Polo dei Cavalieri ogni 2 febbraio scende a Marcellina alla venerazione del tronco.

### Architetture militari
Il castrum Marcellini
I castra sorsero nel tardo IX secolo e prosperarono nel susseguente secolo.
Ogni castra aveva un signore ed un vice-comes [verosimilmente visconte (dato che comes in latino significa conte)] mentre il feudo era gestito da un vescovo o da un abate tramite il castellano che aveva le funzioni di delegato del prelato feudatario.
Il feudo veniva chiamato castellana ed in caso di pericolo la gente si rifugiava nei castra.
I villaggi adiacenti ai castra potevano essere fortificato o no a piacimento del vescovo o dell'abate o del castellano.
Così nacque il castrum Marcellini nel XII secolo dal nome di Gregorio De Marcellini, l'allora possessore feudale del castrum.
I ruderi di Castelluccio sono i ruderi del castrum originario.

### Aree naturali
- Parco regionale naturale dei Monti Lucretili

## Società

### Evoluzione demografica
Abitanti censiti

### Lingue e dialetti
Il dialetto di Marcellina è simile a quello di Tivoli. Alcuni detti cittadini:
(Detto di Marcellina e comuni limitrofi)
(Detto sull'infedeltà coniugale)

## Cultura

### Media

#### Stampa
A Marcellina si stampa il periodico Lu Sassu, che ha per un periodo interrotto le pubblicazioni.

#### Cinema
Il film Il branco,  diretto da Marco Risi nel 1994, è ispirato al romanzo di Andrea Carraro e narra di un fatto di cronaca realmente accaduto a Marcellina nel 1983, quando un gruppo di balordi sequestrò due giovani turiste tedesche che vennero stuprate ripetutamente sia dal gruppo che da molti uomini del paese. I colpevoli furono subito arrestati, riconosciuti dalle due ragazze e condannati a due anni di reclusione.

## Infrastrutture e trasporti

### Ferrovie
- Ferrovia Roma-Pescara, serve il comune di Marcellina attraverso l'omonima stazione

## Amministrazione
Diventa comune autonomo nel 1909, staccandosi dal comune di San Polo dei Cavalieri.
| Periodo    | Periodo    | Primo cittadino    | Partito      | Carica                    | Note          |
| ---------- | ---------- | ------------------ | ------------ | ------------------------- | ------------- |
| 27/06/1985 | 16/05/1990 | Cesare Placidi     | PCI          | Sindaco                   | [ 8 ]         |
| 16/05/1990 | 24/04/1995 | Cesare Placidi     | PCI e PDS    | Sindaco                   | [ 9 ]         |
| 24/04/1995 | 14/06/1999 | Cesare Placidi     | PDS          | Sindaco                   | [ 10 ]        |
| 07/02/1996 | 12/03/1996 | Antonia Capaldo    |              | Commissario prefettizio   | [ 11 ]        |
| 14/06/1999 | 14/06/2004 | Isidoro Salvatori  | Lista civica | Sindaco                   | [ 12 ]        |
| 14/06/2004 | 07/06/2009 | Isidoro Salvatori  | Lista civica | Sindaco                   | [ 13 ]        |
| 08/06/2009 | 24/03/2011 | Alfredo Ricci      | Lista civica | Sindaco                   | [ 14 ] [ 15 ] |
| 24/03/2011 | 05/05/2011 | Maria Pia De Rosa  |              | Commissario prefettizio   | [ 16 ]        |
| 05/05/2011 | 07/05/2012 | Maria Pia De Rosa  |              | Commissario straordinario | [ 17 ]        |
| 07/05/2012 | 24/12/2015 | Pietro Nicotera    |              | Sindaco                   | [ 15 ] [ 18 ] |
| 24/12/2015 | 29/01/2016 | Anotnio Tedeschi   |              | Commissario prefettizio   | [ 19 ]        |
| 29/01/2016 | 05/06/2016 | Anotnio Tedeschi   |              | Commissario straordinario | [ 20 ]        |
| 13/06/2016 | 04/10/2021 | Alessandro Lundini | lista civica | Sindaco                   | [ 21 ]        |
| 04/10/2021 | in carica  | Alessandro Lundini | lista civica | Sindaco                   | [ 22 ]        |

### Altre informazioni amministrative
- Fa parte della Comunità montana dei Monti Sabini, Tiburtini, Cornicolani e Prenestini

## Sport

### Calcio
La principale squadra di calcio della città è la Pro Marcellina 1967 che milita nel girone E romano di Prima Categoria.